# Barrage de Vierfontein
Le barrage de Vierfontein, dont la construction fut achevée en février 1897 est le plus ancien ouvrage hydro-électrique sud-africain. Construit pour alimenter en énergie les mines d’or, il a aussi servi pour approvisionner en eau la ville de Johannesburg, qui venait de se constituer autour des mines.

## Histoire
Selon la presse française, une société Vierfontein Farm Gold Mining a été créée en 1887 pour acquérir environ 3 000 acres de la ferme Vierfontein, dans le Witwatersrand. Son capital était de 72 000 sterling en actions de 1 chaque, toutes entièrement libérées.
Principale source d’énergie pour les mines d’or, la retenue fut construite à Vierfontein, lieu-dit situé à 60 miles au nord d’Odendaalsrus, ville près de Welkom, et 8 miles au sud de la rivière Vaal. Elle est proche de Johannesburg, un peu au sud. La controverse sur sa valeur venait du fait que la région était montagneuse, proche de la ligne de partage des eaux, et mal desservie en rivières. Trois petites mines de charbon, d’une médiocre qualité, y furent temporairement exploitées par la suite.
Le concepteur du barrage, John Hays Hammond, un diplomate, philanthrope et géologue américain recruté par l'industriel britannique Cecil Rhodes, grand avocat de l'exploration minière en grande profondeur en Afrique du Sud avait prévu que l’ampleur de la retenue permettrait de détourner les flots de la rivière Klip (rivière de pierre)  et de la rivière Vaal. Plusieurs membres de ce groupe d'investisseurs souhaitaient aussi que des français s'investissent dans l'opération, via la Banque Française d'Afrique du Sud. Fondée en 1895, l'année de la Crise boursière des mines d'or sud-africaines, cette dernière s'investira plutôt ensuite dans l'industrie de l'électricité en France.
Construit par le “Vierfontein Water Syndicate”, contrôlé par Cecil Rhodes et la "Wernher, Beit & Co", le barrage a ensuite été exploité par le consortium « Rand Central Electricity Works », basée à Brakpan. Il a servi à alimenter la Robinson Deep Mine, creusée  en 1894, qui deviendra très vite la plus grande mine d'or au monde, une coentreprise entre Cecil Rhodes et "Wernher, Beit & Co".
Le projet est rendu possible par la construction du Barrage de Vierfontein, achevée en 1897, qui permettra, selon les plans faits en 1893, de poursuivre l'exploitation de la mine en grande profondeur au tournant du siècle, en fournissant l'indispensable énergie électrique pour pomper l'eau de la mine et assurer le transport en provenance du fond.